# Gare de Saint-Pétersbourg-Baltique
La gare de Saint-Pétersbourg-Baltique, dite, à Saint-Pétersbourg, gare de la Baltique  (en russe : Балти́йский вокза́л) est une gare ferroviaire de Saint-Pétersbourg, l'une des plus fréquentées en Russie par le volume de trafic de banlieue.
Elle est en correspondance avec la station Baltiïskaïa desservie par la ligne 1 du métro de Saint-Pétersbourg.

## Histoire

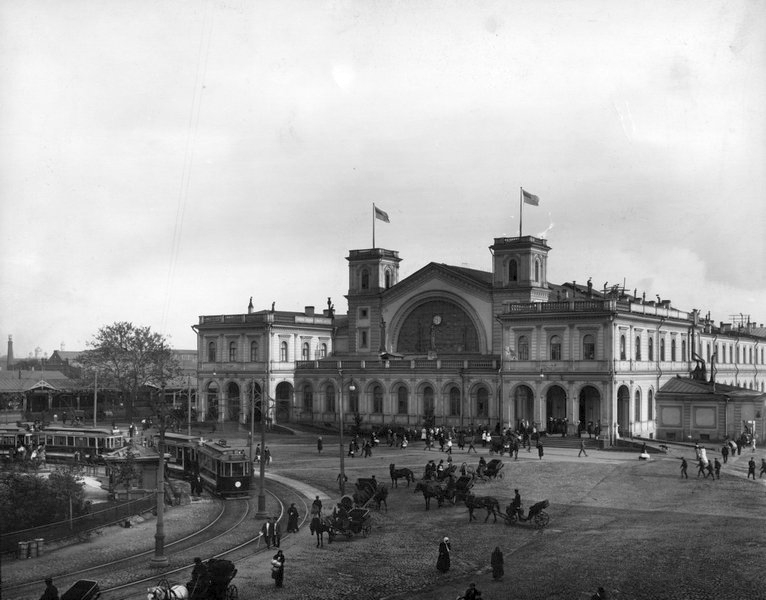
La gare vers 1909.

La gare est construite sur le modèle de la Gare de l'Est à Paris. La construction a commencé en 1854 et la mise en service a lieu le 21 juillet 1857 elle est alors nommée Peterhof. Elle dispose d'un toit en verre sur le terminal principal et est flanquée de deux ailes de chaque côté. Celle de gauche est réservée aux membres de la famille Royale russe lorsqu'ils se rendent à leurs palais de Strelna, Peterhof, Oranienbaum.
En 1872, lorsque la ligne de chemin de fer est absorbée par les Chemins de fer de la Baltique, la ligne est étendue jusqu'à Reval (Tallinn), la gare Peterhof est renommée gare Saint-Pétersbourg Baltique.
C'est en 1931-32, qu'on lieu les travaux de reconstruction de la gare et en 1933, débute sa desserte par des trains de banlieue. Elle devient en correspondance avec la station Baltiyskaya du métro de Saint-Pétersbourg lors de l'inauguration de cette dernière en 1955.
En 2009, le DT1, train hybride effectue son voyage inaugural en partant de cette gare.

## Service des voyageurs

### Accueil

Intérieur du bâtiment
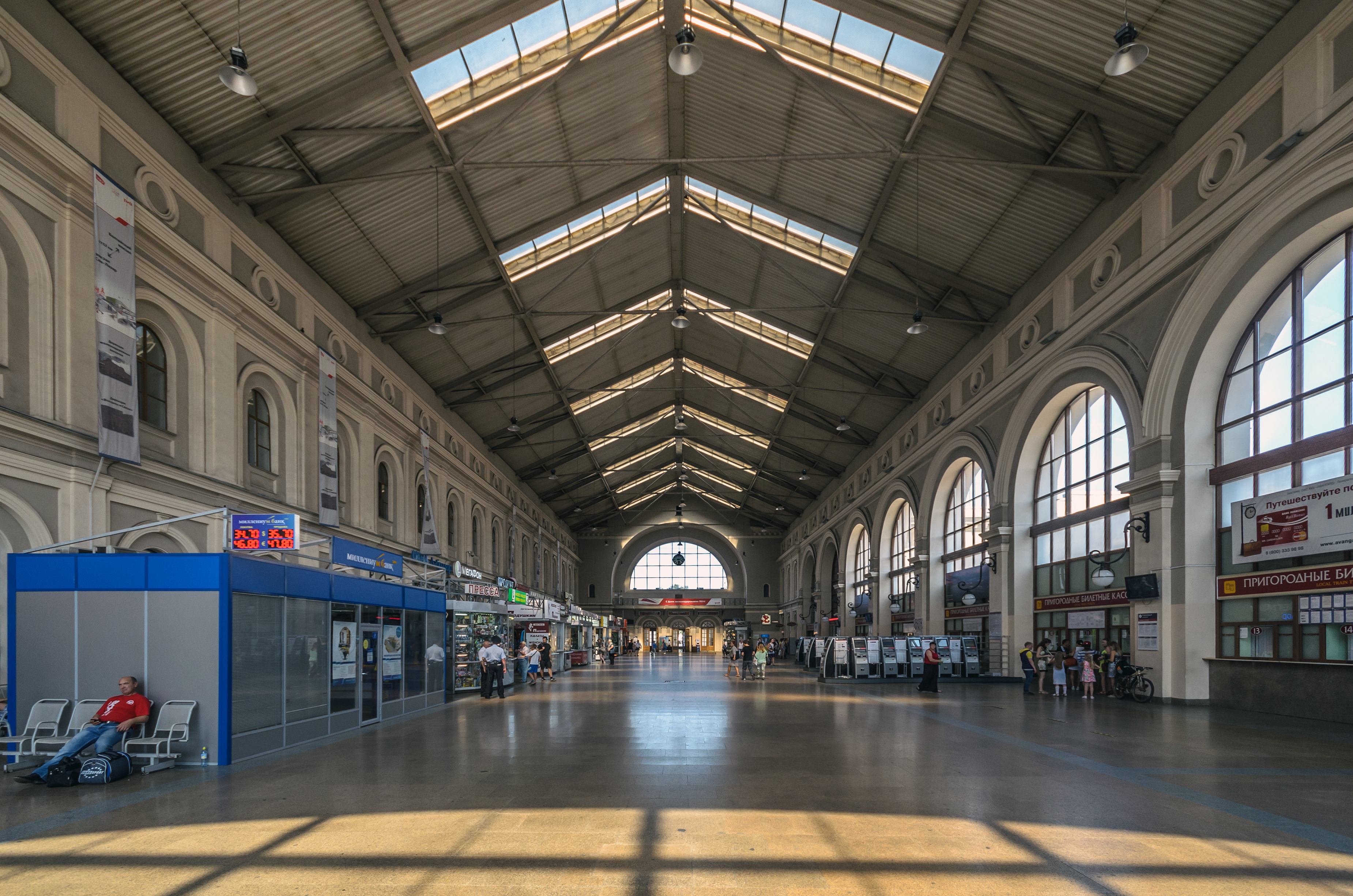
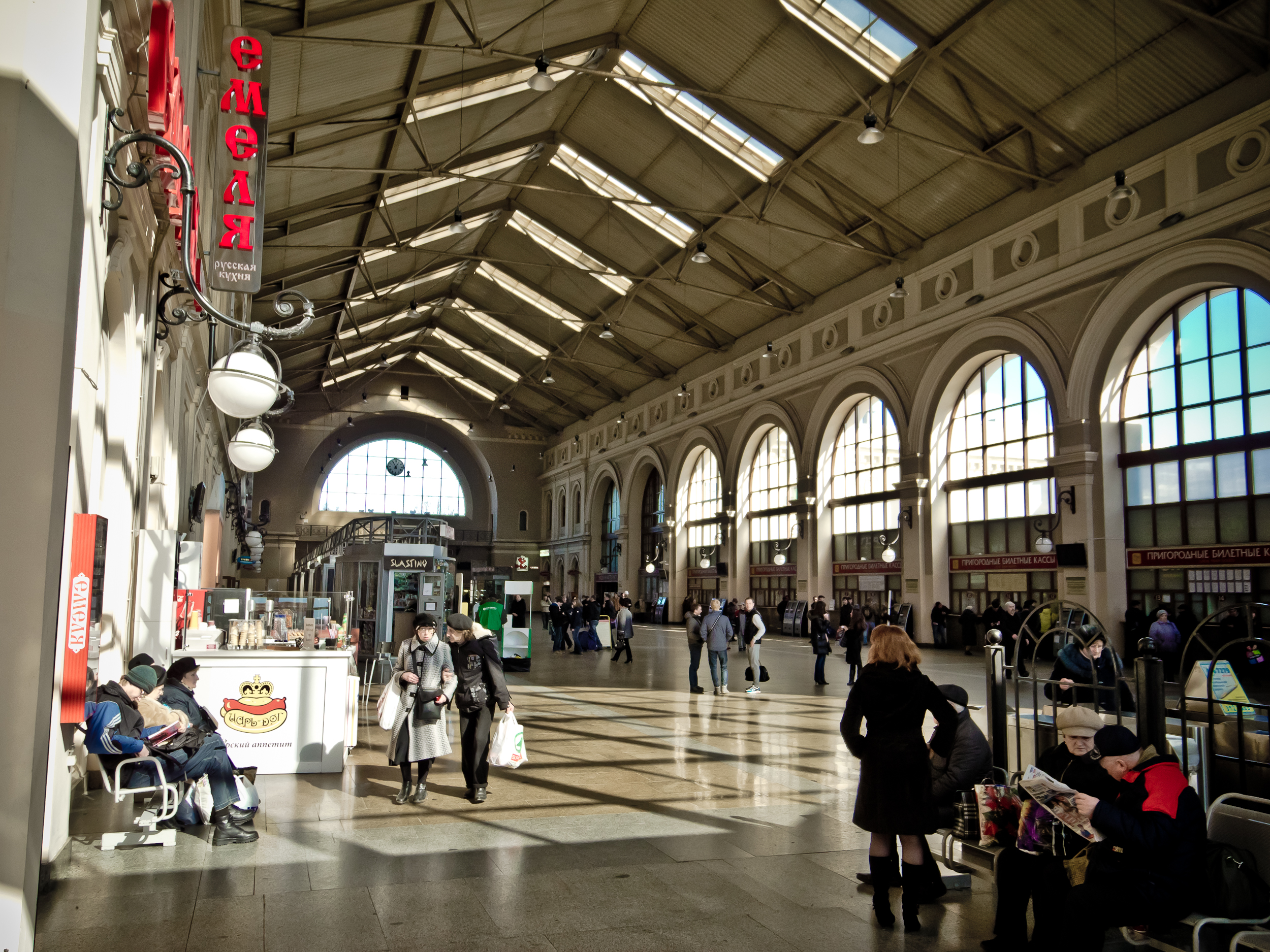
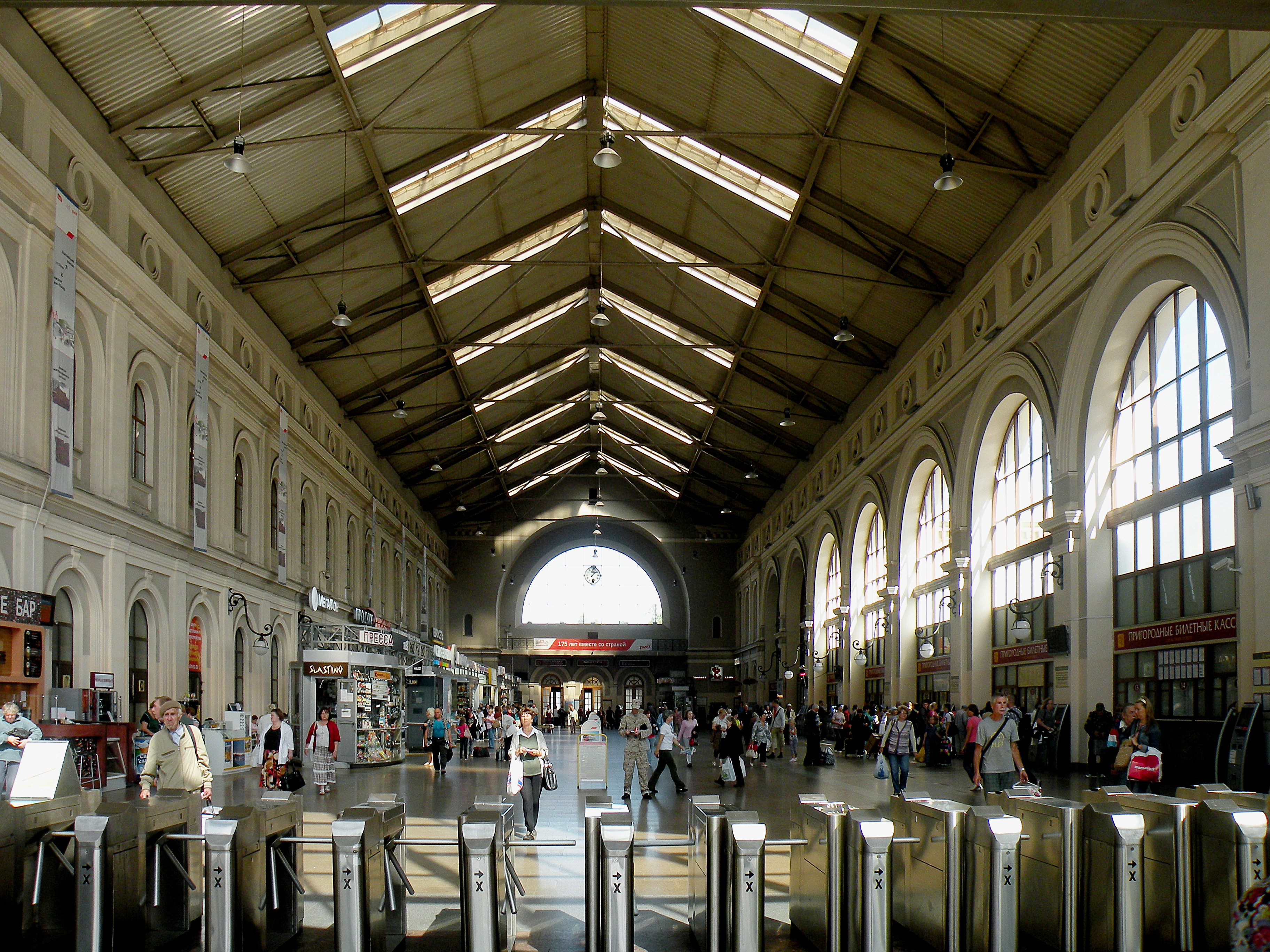

### Desserte

Installations et desserte
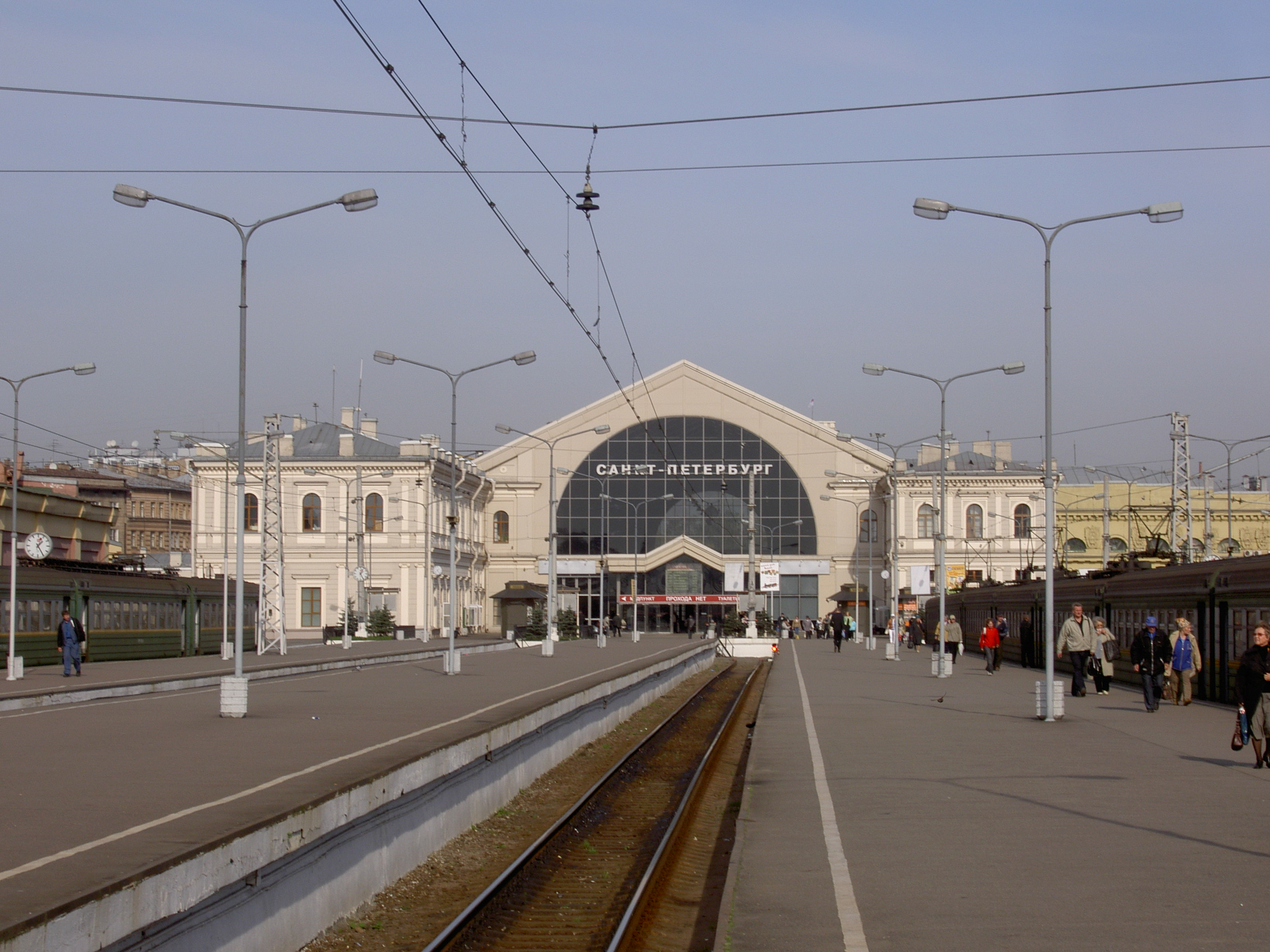
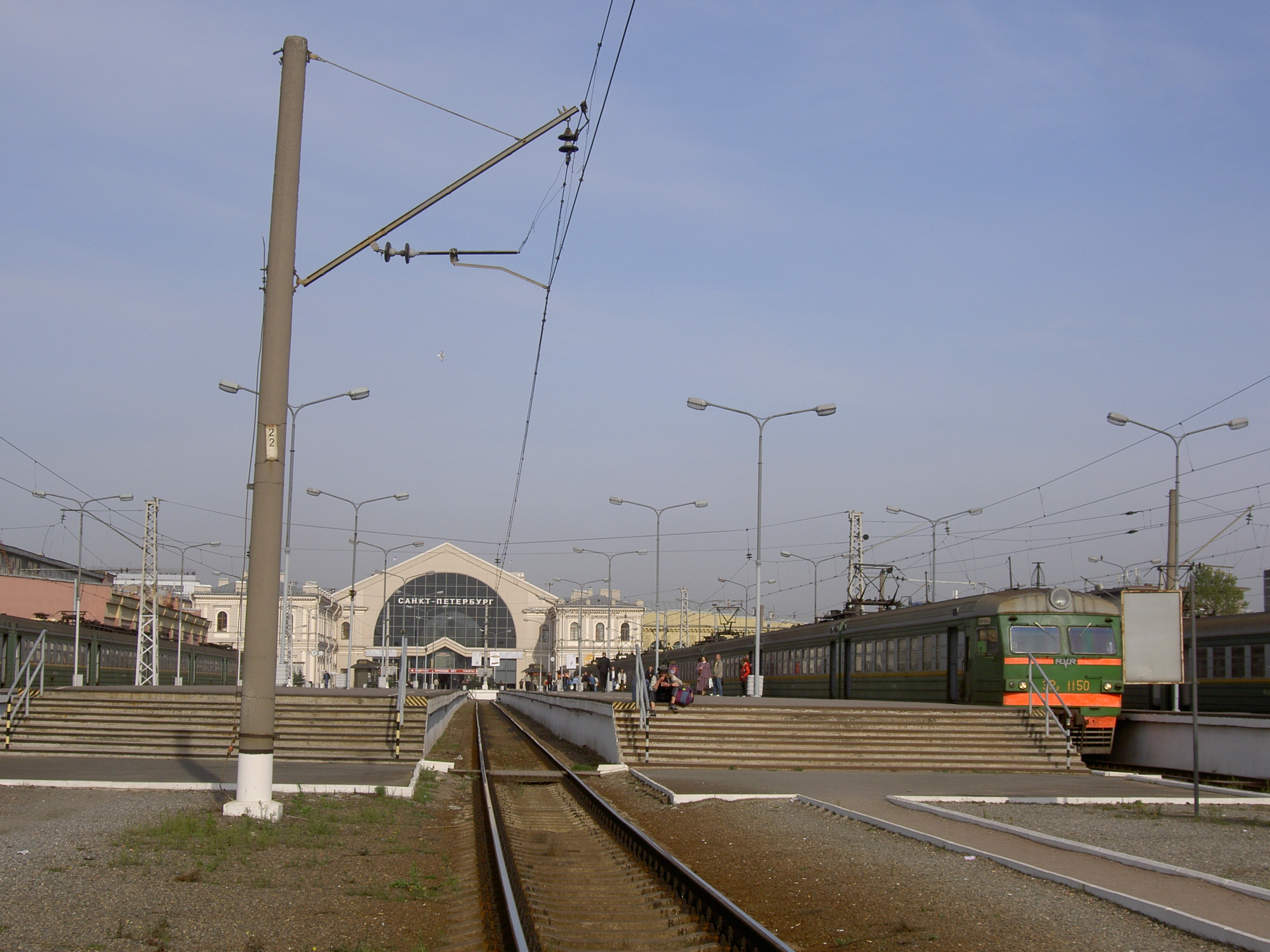
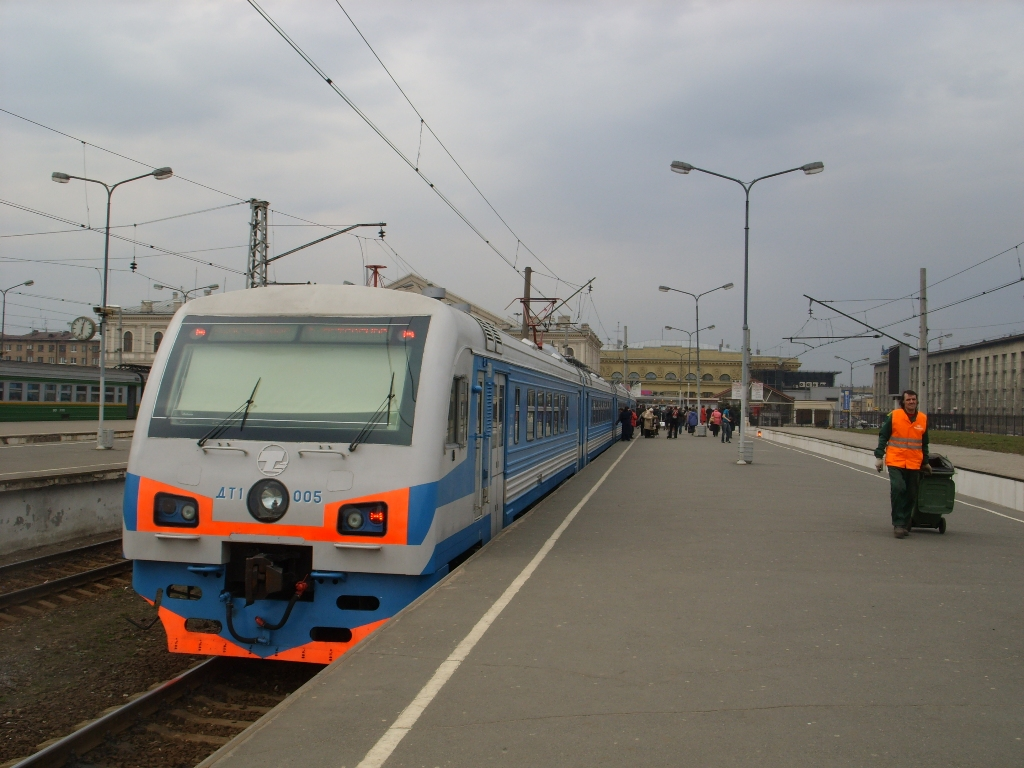